# マルコス・バレス
マルコス・バレス・イジャーネス（Marcos Vales Illanes、1975年4月5日 - ）は、スペイン・ガリシア州ア・コルーニャ出身の元サッカー選手。ポジションはMF。元スペイン代表。

## 経歴

### クラブ
1992-93シーズン、デポルティーボ・ラ・コルーニャでプロデビュー。1994年にスポルティング・デ・ヒホンへと移籍すると、1996-97シーズンにリーグ戦全38試合中37試合に出場した。
1997年夏、レアル・サラゴサに移籍した。サラゴサでは加入2シーズン目のみレギュラーに定着し、以降のシーズンは負傷の影響もあってベンチに座る試合が多かった。2000-01シーズンにはコパ・デル・レイ優勝を経験した。
2002年、出場機会を求めてセビージャFCに移籍した。1シーズン目はリーグ戦31試合に出場するが、翌シーズンはわずか9試合の出場にとどまり、同シーズン終了後にクラブを退団した。
2004-05シーズン、1シーズンのみRCDマジョルカに在籍して現役を引退した。

## 代表経歴
1998年10月14日、イスラエル代表とのUEFA EURO 2000予選でスペイン代表デビューを果たした。